# Justicia tonduzii
Justicia tonduzii är en akantusväxtart som beskrevs av Gustav Lindau. Justicia tonduzii ingår i släktet Justicia och familjen akantusväxter. Inga underarter finns listade i Catalogue of Life.